# 慈恩島
慈恩岛（：／ Ja-eundo */?），是大韩民国的岛屿，位于全罗南道海岸，由新安郡负责管辖，面积52.18km²，2014年人口2,447。